# Palazzo Sant'Anna (Villarosa)
Il  palazzo Sant'Anna  è situato nella contrada di Sant'Anna a tre chilometri a sud di Villarosa, in Sicilia.

## Storia e descrizione
Il palazzo Sant'Anna è stato costruito nel 1630 dal duca Placido Notarbartolo, barone di Sant'Anna.
Esso fu la settecentesca residenza campestre nobiliare del duca Placido Notarbartolo, fondatore di Villarosa.

L´edificio è molto più antico della città di Villarosa.

Il Duca Placido Notarbartolo prima voleva costruire intorno al palazzo Sant'Anna la città di Villarosa. Però il duca cambiò idea perché la contrada di Sant'Anna era lontana dalla regia trazzera ed era una contrada con poca acqua. L'edificio è una costruzione di forma peculiare. Vi è presente una scala a due rampe per entrare nel portone principale.
La festa di sant'Anna si festeggiava la prima domenica di settembre nella contrada Sant'Anna dove - così scriveva Vincenzo De Simone - "all'ombra del palazzo ducale i Bellarosani affogano le pene di un anno in un'ora di fuggevole ebbrezza" . Questa celebrazione mostrava "tutto il colore di un baccanale pagano con suoni e danze, crapule e libamenti". Nel cortile del palazzo Sant'Anna si presentavano tavoli con salsicce arrostite e vino.
Si celebrava con la corsa del Palio e si giocava; l'orchestra suonava, mentre si festeggiava la festa religiosa nella chiesa Sant'Anna - ormai un rudere. La statua di sant'Anna un tempo li presente si trova oggi nella chiesa di San Giacomo.
Fino agli anni 40 si svolgeva una processione sino alla chiesa di Sant'Anna per chiedere la pioggia per la campagna.